# Paleoarhaik
Paleoarhaik je geološka era unutar Arhaika, koja pokriva razdoblje od prije otprilike 3600 milijuna godina do 3200 milijuna godina. Radoblje je kronometrijski definirano i ne odnosi se na specifični sloj stijenja u Zemlji.
Najstariji dokazani životni oblik, dobro očuvani ostaci bakterijskih naslaga stari oko 3460 milijuna godina otkriveni u stijenama Zapadne Australije potječu iz tog razdoblja. Tijekom ove geološke ere formirao se prvi superkontinent Vaalbara.